# Simon Pigeon
Pour les articles homonymes, voir Pigeon (homonymie).
Simon Pigeon est un acteur québécois né le 17 septembre 1992 à Montréal, Québec (Canada).
Il est connu pour ses rôles dans les séries télévisées Entre deux draps, Caméra Café, Les étoiles filantes, La dérape, 5e Rang et pour les films Un été sans point ni coup sûr, Il était une fois les Boys, 1987 et Corbo,.

## Biographie
Simon Pigeon est né à Montréal mais passe toute son enfance à Terrebonne, Québec. Née d'une mère italienne (née à Naples) et d'un père québécois, il a un frère, Olivier, de deux ans plus vieux. Il découvre sa passion pour le jeu à un jeune âge à l'école primaire dans son cours d'art dramatique. C'est sa propre professeure qui lui suggère une agence pour devenir acteur. Son premier projet fut dans une publicité de Winners à l'âge de 8 ans[réf. nécessaire]. Pendant les années qui ont suivi, il décroche des petits rôles dans les séries télévisées Vice caché et Virginie ainsi que dans plusieurs publicités,. C’est à l’âge de 14 ans que le Québec le découvre dans la série à Radio-Canada réalisée par Ricardo Trogi, Les étoiles filantes, qui lui valut une nomination aux prix Gémeaux pour meilleur acteur de soutien, série dramatique. L'année suivante, il a son premier rôle au cinéma dans le film de Francis Leclerc Un été sans point ni coup sûr. Depuis ce temps, on a pu le voir[style à revoir] au grand écran jouer le rôle de Stan dans Il était une fois les Boys, ainsi que dans 1987, Corbo et Prank, qui lui a valu une nomination au Gala Québec Cinéma pour meilleur acteur de soutien. À la télévision on l'a vu[style à revoir], entre autres, dans Tactik, Toute la vérité, Marche à l’ombre, Lourd et Olivier. En 2016, il fait le saut au théâtre[style à revoir] où il incarne Balthazar dans la pièce de théâtre Roméo et Juliette au TNM, mise en scène par Serge Denoncourt. Il figure dans le rôle de Simon Pelletier dans la série 5e Rang et dans le rôle de Kevin dans la série La dérape,. En septembre 2021, il remporte 2 trophées Gémeaux, dont Meilleure interprétation - Humour dans la série Entre deux draps et Meilleur rôle de soutien Masculin - Jeunesse dans La dérape[réf. nécessaire].

## Filmographie

### Cinéma
- 2003 : Stork Derby (film) de Mario Azzopardi: Little boy
- 2005 : Inner Sea (film) de Université Concordia
- 2006 : Interzone de Humberto Mendez
- 2006 : À l'ombre (film) de Simon Lavoie: Nicholas
- 2007 : Y a-t-il un homme dans la salle de Figura Films Inc.
- 2007 : Un été sans point ni coup sûr de Francis Leclerc: Proulx
- 2008 : Le Déserteur (film, 2008) de Simon Lavoie: Fernand Larochelle
- 2013 : Corbo (film) de Mathieu Denis: Jacques
- 2013 : Il était une fois les boys de Richard Goudreau: Stan
- 2013 : 1987 (film) de Ricardo Trogi: Caron
- 2014 : Le Mirage (film, 2015) de Ricardo Trogi
- 2016 : Prank de Vincent Biron: Jean-Se
- 2017 : L'amour (film, 2018) de Marc Bisaillion: David
- 2020 : Flashwood de Jean-Carl Boucher : Louis

### Télévision
- 2004 : Vice caché de Louis Saia
- 2006 - 2008 : Les étoiles filantes: Thomas
- 2007 : Virginie: Pierre-Luc
- 2008 : L'auberge du chien noir
- 2008 : Tactik: Kevin Boilard
- 2010 : Toute la Vérité: Jordan
- 2014 : Les Beaux Malaises de Francis Leclerc
- 2015 : Marche à l'Ombre de Francis Leclerc: Antoine
- 2016 : Lourd: John
- 2017 : Olivier: Adrien Lafleur
- 2017 - 2019 : La Dérape de Christian Laurence : Kevin
- 2019 - 2021 : 5e rang de Francis Leclerc, Christian Laurence et Myriam Verreault : Simon Pelletier
- 2021 : Caméra Café :  Jocelyn Simard
- 2021 : Entre deux draps : Jean-Pascal
- 2021 : Nuit blanche : Bertrand

## Distinctions

### Nominations
- 2009 : Meilleur rôle de soutien masculin - dramatique, Gala Gémeaux, Les étoiles filantes[1]
- 2017 : Meilleur acteur de soutien, Gala Québec Cinéma, Prank[1]

### Lauréats
- 2021 : Meilleure interprétation - Humour, Gala Gémeaux, Entre deux draps[10]
- 2021 : Meilleur rôle de soutien Masculin - Jeunesse, La dérape, saisons 3[10]